# Dékány Géza
Dékány Géza (1941. június 6. – Szeged, 1997 június 18.)[forrás?] magyar labdarúgó, fedezet, edző, sportvezető.

## Pályafutása
A Móravárosi Kinizsi csapatában kezdte a labdarúgást. 1958-ban igazolt a Szegedi EAC együtteséhez. A szegedi ifjúsági csapatban együtt játszott Kürtösi Lászlóval, Reményik Lászlóval vagy Kővári Andrásssal. Az élvonalbeli vagy másodosztályú Szegedi EAC első csapatában ritkán szerepelt, főleg a tartalékcsapatban lépett pályára. Közben jogi diplomát szerzett és befejezte az aktív labdarúgást, de a sporttól nem szakadt el. Fiatalon edzősködni kezdett. Az 1970-es évek elején a Szegedi AK vezetőedzője volt. 1974-ben megalapított a SZAK öregfiúk csapatát, amely a mai napig is működik. A Szegedi AK SZEOL-ba olvadása után 1977-től éveken keresztül a SZEOL AK labdarúgó-szakosztályának a vezetője volt.